# Тур Саудовской Аравии
Тур Саудовской Аравии (англ. Saudi Tour) — шоссейная многодневная велогонка, проходящая в Саудовской Аравии. Входит в календарь Азиатского тура UCI.

## История
С 1999 по 2002 год в Саудовской Аравии проводилась велогонка, входившая в международный календарь UCI под категорией 2.5. В источниках эти выпуски гонки упоминаются под названием Tour d'Arabie Saoudite. Затем последовал перерыв до 2013 года, когда гонка прошла в рамках национального календаря.
В конце октября 2019 A.S.O., организующая Тур де Франс, объявила о создании новой гонки в Саудовской Аравии под названием Saudi Tour. Она сразу вошла в календарь UCI Asia Tour под категорией 2.1.

Первый выпуск обновлённой гонки прошёл в начале февраля 2020 году, победителем которой стал Фил Баухаус.
Гонка 2021 года, первоначально запланированная на 2-6 февраля, была отменена 18 января из-за пандемии Covid-19.

## Призёры

### 1999—2013
| Год  | Победитель        | Второй                | Третий           |
| ---- | ----------------- | --------------------- | ---------------- |
| 1999 | Амр Эль Нади      | Юрий Плюхин           | Ондрей Слободник |
| 2001 | Гадер Мизбани     | Мохамед Абдель Фаттах | Хоссейн Аскари   |
| 2002 | Гадер Мизбани     | Сергей Лавриненко     | Сергей Третьяков |
| 2013 | Мурад Тарик Обаид | Али Абади             | Айман Эль Хабтра |

### с 2020
| Год  | Победитель      | Второй                | Третий            |          |
| ---- | --------------- | --------------------- | ----------------- | -------- |
| 2020 | Фил Баухаус     | Насер Буханни         | Руй Кошта         |          |
| 2021 | отменено        | отменено              | отменено          | отменено |
| 2022 | Максим Ван Гилс | Сантьяго Буитраго     | Руй Кошта         |          |
| 2023 | Рубен Геррейру  | Давиде Формоло        | Сантьяго Буитраго |          |
| 2024 | Саймон Йейтс    | Уильям Джуниор Лесерф | Финн Фишер-Блэк   |          |
| 2025 | Том Пидкок      | Фредрик Дверснес      | Йоханнес Кюлсет   |          |